# Iglesia matriz de la Concepción (Santa Cruz de Tenerife)
La parroquia matriz de Nuestra Señora de La Concepción es un templo católico situado en la ciudad de Santa Cruz de Tenerife (Canarias, España). Esta iglesia es el principal templo e iglesia matriz de la ciudad, razón por la cual es llamada "la Catedral de Santa Cruz" por muchos santacruceros, pese a no ser una catedral ni basílica, pues la catedral de la diócesis de Tenerife, es la Catedral de San Cristóbal de La Laguna.
Es Bien de Interés Cultural, con categoría de Monumento, desde 1983.

## Historia
Esta iglesia fue edificada sobre la primera ermita que construyeron los conquistadores españoles poco después del desembarco en las costas de Añazo (Santa Cruz de Tenerife).
En 1499, se inician las obras para construir una iglesia dedicada a la Santa Cruz fundada por el padre Juan Guerra. Fue una de las primeras iglesias que se construyeron en la isla de Tenerife. Concretamente, la Iglesia de la Concepción de Santa Cruz fue construida junto al lugar en donde se celebró la primera misa cristiana constatada en la isla de Tenerife tras la fundación de la ciudad de Santa Cruz de Tenerife.
Hacia 1638, la parroquia cambió el nombre original de Santa Cruz por el de Nuestra Señora de la Concepción, aunque manteniendo siempre su localización actual y primigenia. De hecho, las fiestas dedicadas a esta imagen no comenzarían hasta mediados del siglo XVII, momento en el que también se formó su cofradía. En 1652, es arrasada por un incendio y reconstruida al año siguiente. La torre, sin embargo, es del año 1786.
Con el paso de los años y la reconstrucción del siglo XVII se fue ampliando. Definitivamente, quedó con planta de cruz latina, cinco naves, capillas laterales y crucero con cúpula. Se edificó en mampostería, decorándose en piedra basáltica oscura las esquinas del edificio, la torre y la fachada principal. Está advocada a la Inmaculada Concepción de la Virgen María y a la Santa Cruz.
Desde la década de 1930 hasta 1996, el templo estuvo regentado por la Compañía de Jesús, fecha en la que terminó su restauración bajo la dirección del arquitecto don José Miguel Márquez Zárate, abriéndose de nuevo al público el 8 de diciembre del citado año. En la actualidad, la Iglesia de la Concepción es la parroquia matriz de la ciudad y el municipio de Santa Cruz de Tenerife.

## Descripción
Es una muestra del barroco canario, de estilo toscano. Destaca por ser la única iglesia de cinco naves en Canarias, producto de la ampliación que ha sufrido a lo largo de la historia. Entre sus elementos más destacados se encuentra, sobre todo, su alta torre (es la más alta de un edificio religioso en la capital) y los balcones canarios que se encuentran en la fachada principal. En la iglesia se encuentra resguardada la Santa Cruz Fundacional que clavó Alonso Fernández de Lugo tras desembarcar en la antigua playa cercana a la posterior iglesia. Dicha cruz se encuentra en un lateral del altar mayor del templo, enmarcada en una urna de cristal en forma de cruz, cuyo contorno es de plata. Flanquean a la Santa Cruz las imágenes de los dos santos canarios el Santo Hermano Pedro de San José de Betancur y San José de Anchieta.
Se encuentran en la Iglesia de la Concepción muchas lápidas y tumbas pertenecientes a hombres con influencia en la historia de esta ciudad. El techo interior está cubierto por artesonados mudéjares. El Altar Mayor es de estilo barroco-churrigueresco, presidido por el camarín que guarda la imagen de la Inmaculada Concepción, titular y patrona de la parroquia matriz, obra de candelero del escultor Fernando Estévez de Salas.
Destaca el maravilloso órgano de la casa Bevington and Sons, traído de Londres y adquirido en el año 1862. Representa un claro exponente de la organería inglesa del siglo XIX.
En esta iglesia se encuentra la imagen venerada de María Santísima de la Esperanza Macarena, acompañada de Nuestro Padre Jesús Cautivo de la Real Cofradía de La Macarena de Santa Cruz de Tenerife. Junto al retablo de Santiago el Mayor (santo patrono de la ciudad) se encuentra un icono de la Virgen del Perpetuo Socorro. Destaca además el Santísimo Cristo del Buen Viaje, que toma su nombre de las despedidas de los emigrantes a América con peticiones de realizar un buen viaje y tener suerte en el mismo.
La Capilla de la Familia Carta data del año 1740 está ubicada en el paso que de la cabecera de la nave de la Epístola conduce a la sacristía mayor. Fue el capitán Matías Rodríguez Carta quien mandó a construir esa capilla como un panteón familiar, a raíz de haber obtenido la autorización de las autoridades eclesiásticas en 1738. Esta capilla es uno de los grandes tesoros de la iglesia.
En el altar de la Virgen del Carmen puede verse una reliquia, la canilla de San Clemente I de Roma, papa y mártir, regalo del Sr. Sidotti, Patriarca de Antioquía. Históricamente ha sido una de las reliquias más veneradas de la ciudad. Así mismo un pedazo de madera de la misma cruz en que murió Jesucristo, el que está incrustado en la pequeña crucecita que se da a besar a los fieles el día 3 de mayo.
En la capilla de Santiago el Mayor (patrono de la ciudad) se encierran en un armario las dos banderas inglesas que los tinerfeños cogieron a las tropas del almirante Horacio Nelson, en el ataque que con su gente dio a Santa Cruz de Tenerife el 25 de julio de 1797. La escultura de Santiago es anterior a 1744, aunque la peana es posterior. Concretamente data de 1877 y fue un regalo de la ciudad a su patrón con motivo del primer centenario de la derrota de Horacio Nelson en el ataque de 1797.
En el templo existe la pequeña imagen gótica del siglo XV de la Virgen de Consolación (histórica patrona de Santa Cruz de Tenerife), de mérito histórico, pues fue la misma que el Adelantado Alonso Fernández de Lugo colocó en la ermita de dicho nombre. Fue la primera Virgen que se veneró en Santa Cruz y una de las primeras devociones de Tenerife.

## Capillas

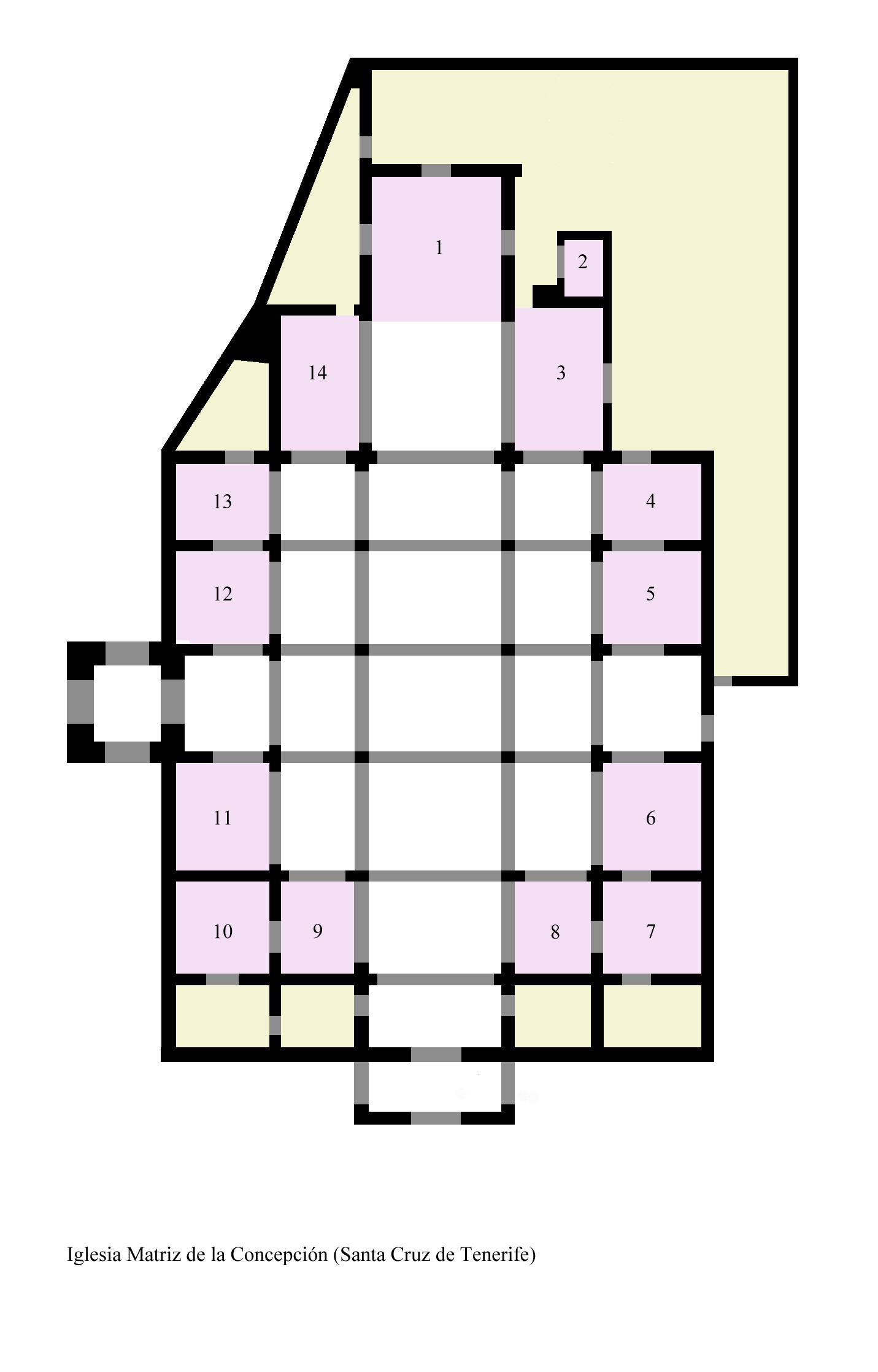
Plano de la Iglesia de la Concepción.

Actualmente, la Iglesia de la Concepción cuenta con 14 capillas. Son las siguientes:
- 1: Capilla mayor
- 2: Capilla de San Matías
- 3: Capilla de la Soledad
- 4: Capilla de Nuestra Señora del Carmen
- 5: Capilla de San Antonio de Padua
- 6: Capilla de San Juan Nepomuceno (Nuestra Señora de Candelaria)
- 7: Capilla de San Pedro
- 8: Capilla de Ecce Homo
- 9: Capilla de Ánimas
- 10: Capilla bautismal
- 11: Capilla de San José
- 12: Capilla de Santiago
- 13: Capilla de San Francisco Javier
- 14: Capilla del Calvario

## Efemérides
En octubre de 2002, este templo acogió la imagen de la Virgen de Candelaria (Patrona de Canarias), durante la visita de la Virgen a esta ciudad siendo la primera visita del siglo y del milenio de la imagen a la ciudad capital. La imagen permaneció en esta iglesia matriz durante 14 días entre el 12 y el 25 de octubre de 2002, hasta ese momento hacía más de 30 años que la patrona canaria no visitaba dicho templo, pues la última vez había sido en 1965 (en la que recorrió toda la isla en comunión y solidaridad con la diócesis). Una anterior visita a este templo tuvo lugar en 1939 (con motivo de la finalización de la guerra civil española, lo que se llamó las "Fiestas de la Victoria").
Posteriormente, la última ocasión en que la Virgen Morenita se hospedó en la Iglesia Matriz de la Concepción de Santa Cruz fue del 12 al 20 de octubre de 2018.

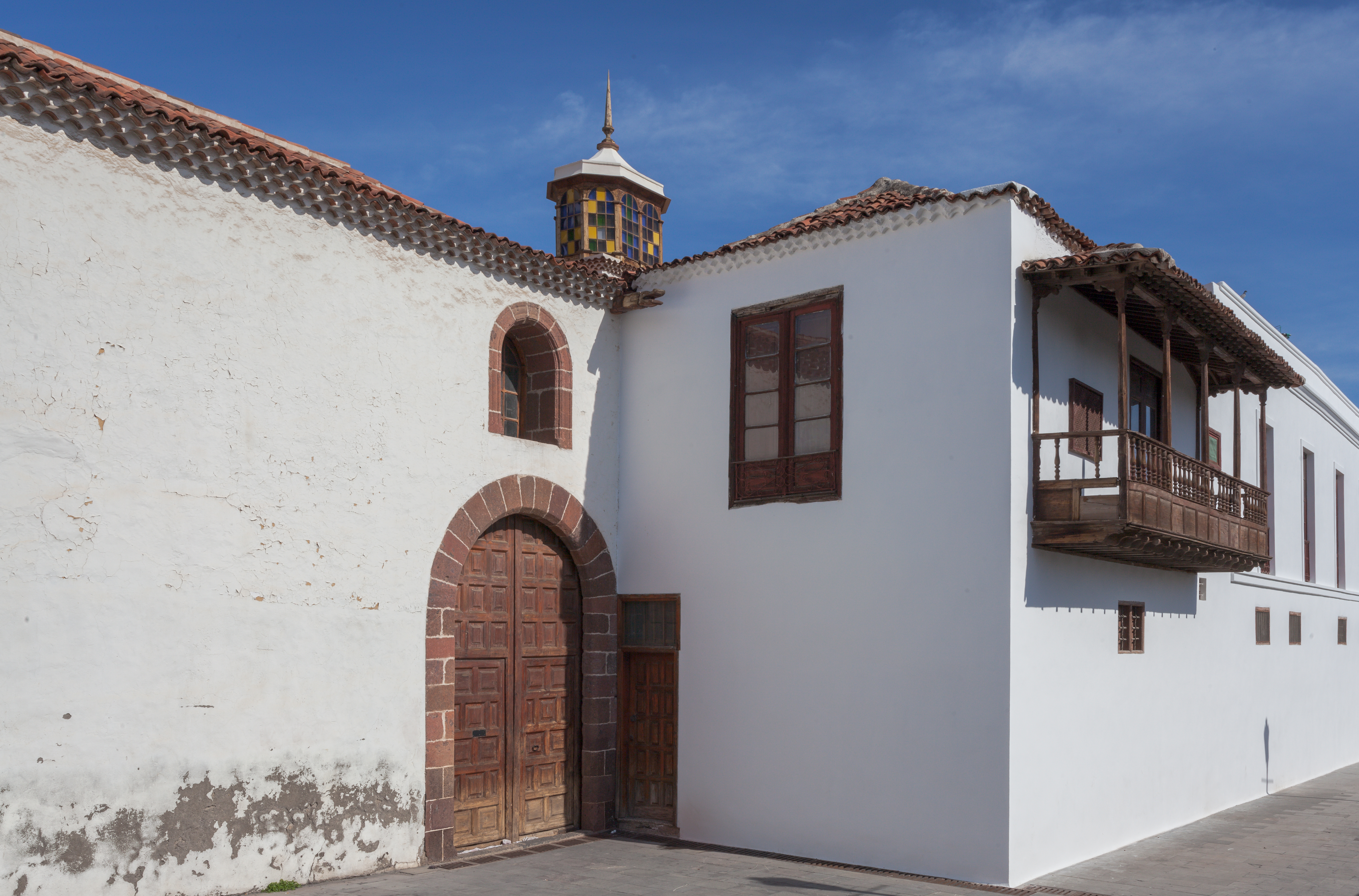
Vista exterior
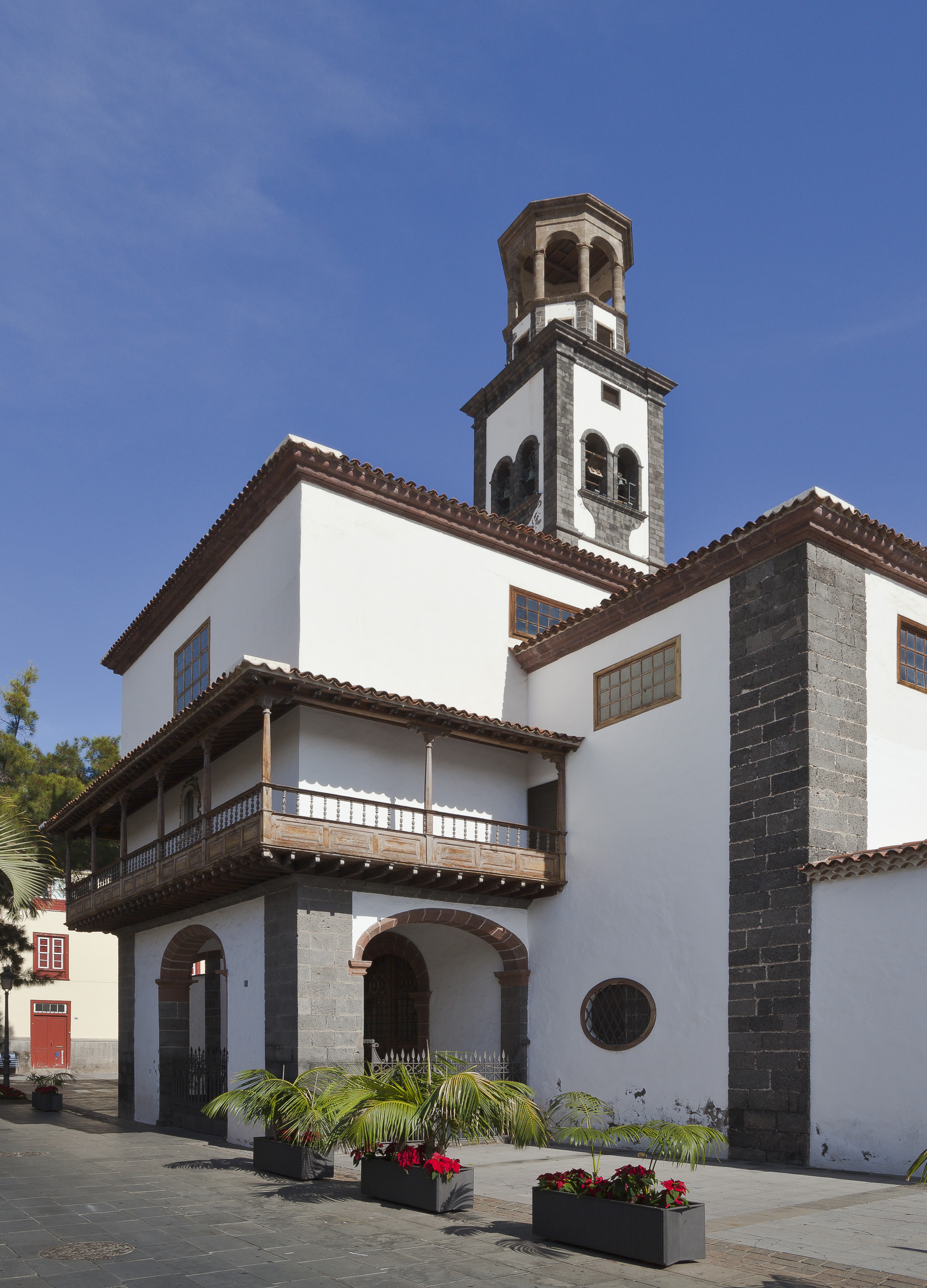
Vista exterior
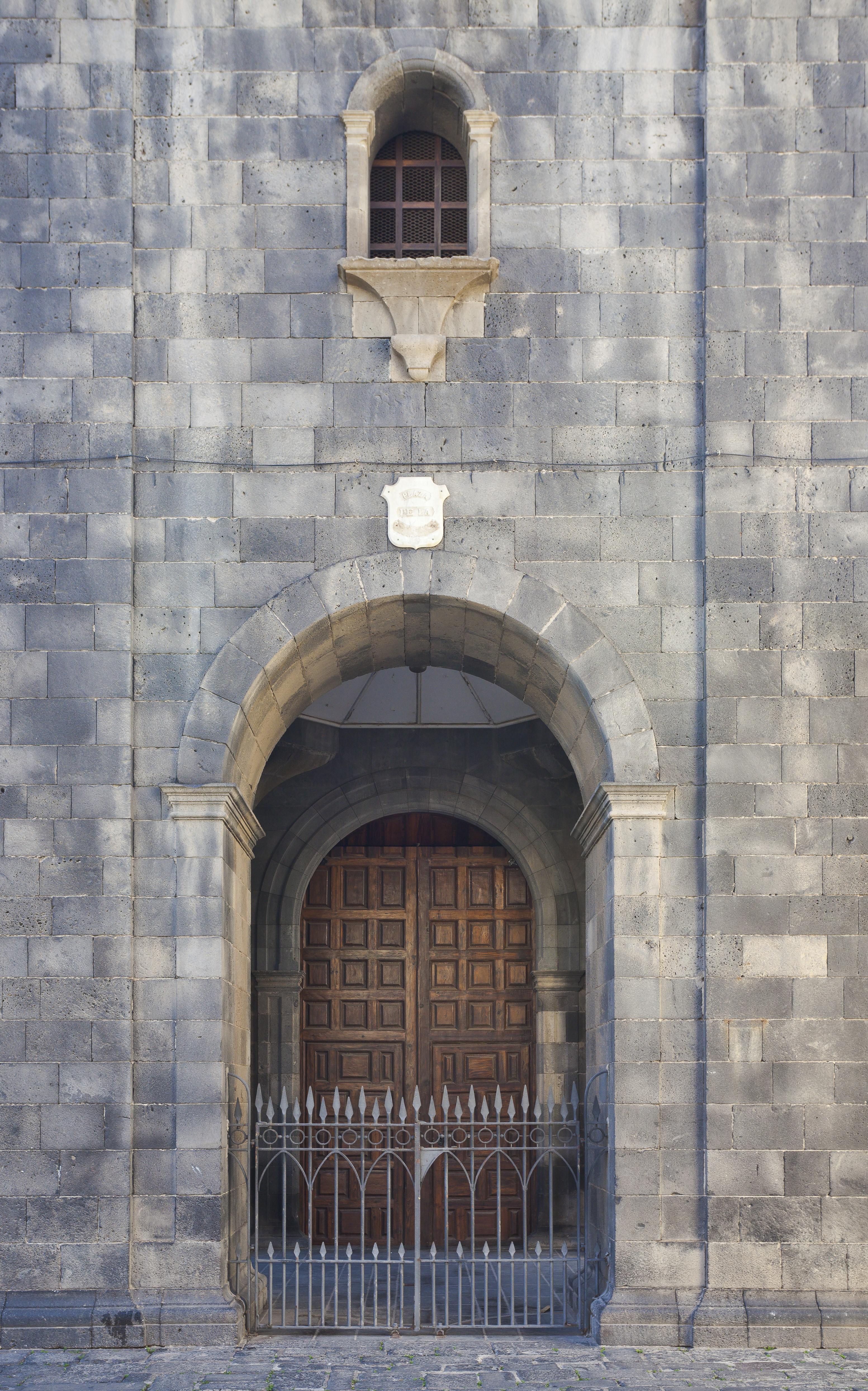
Vista exterior
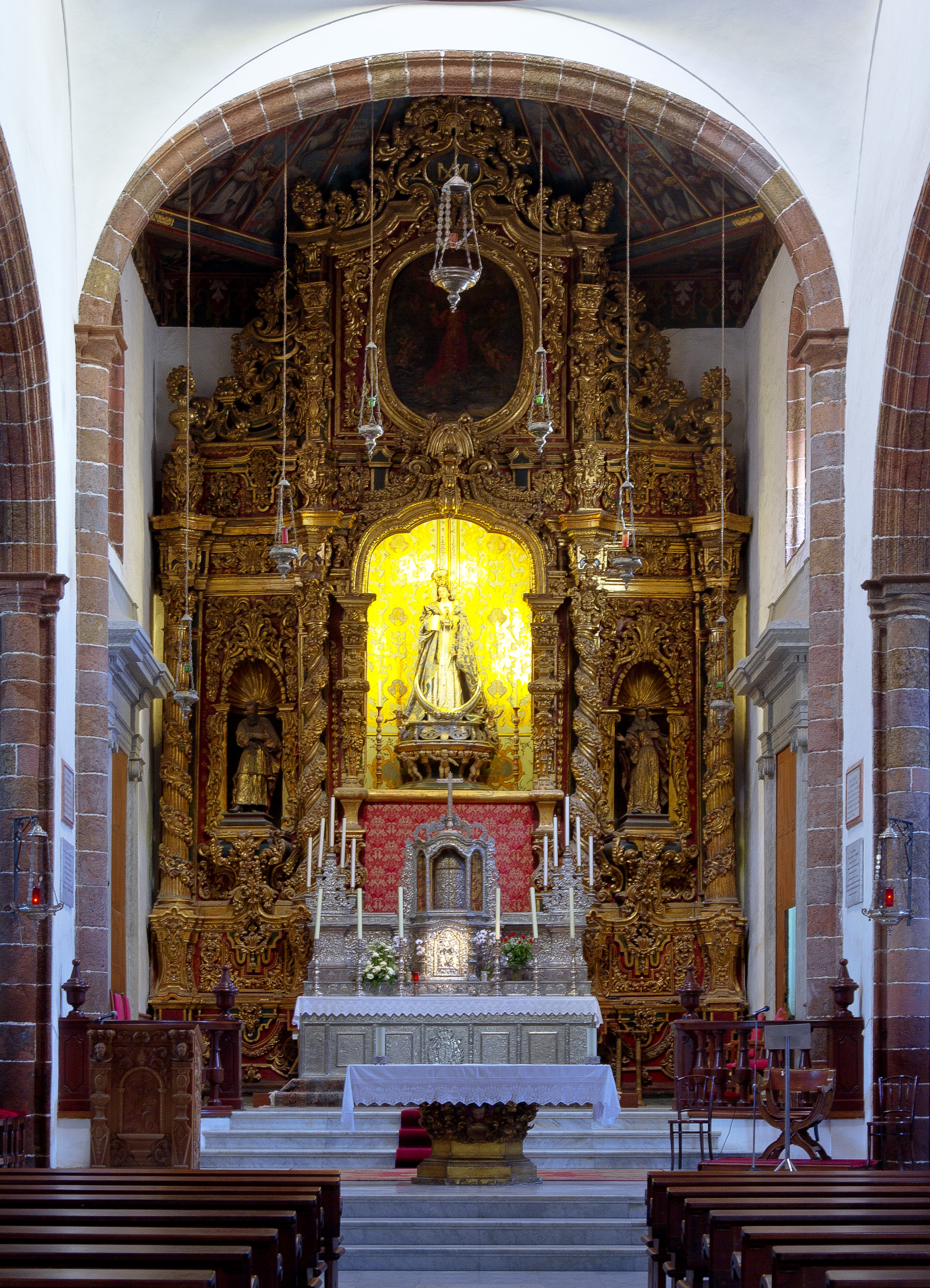
Altar Mayor de la iglesia, destaca en el camarín la imagen de la Inmaculada Concepción, una talla realizada por el escultor Fernando Estévez.
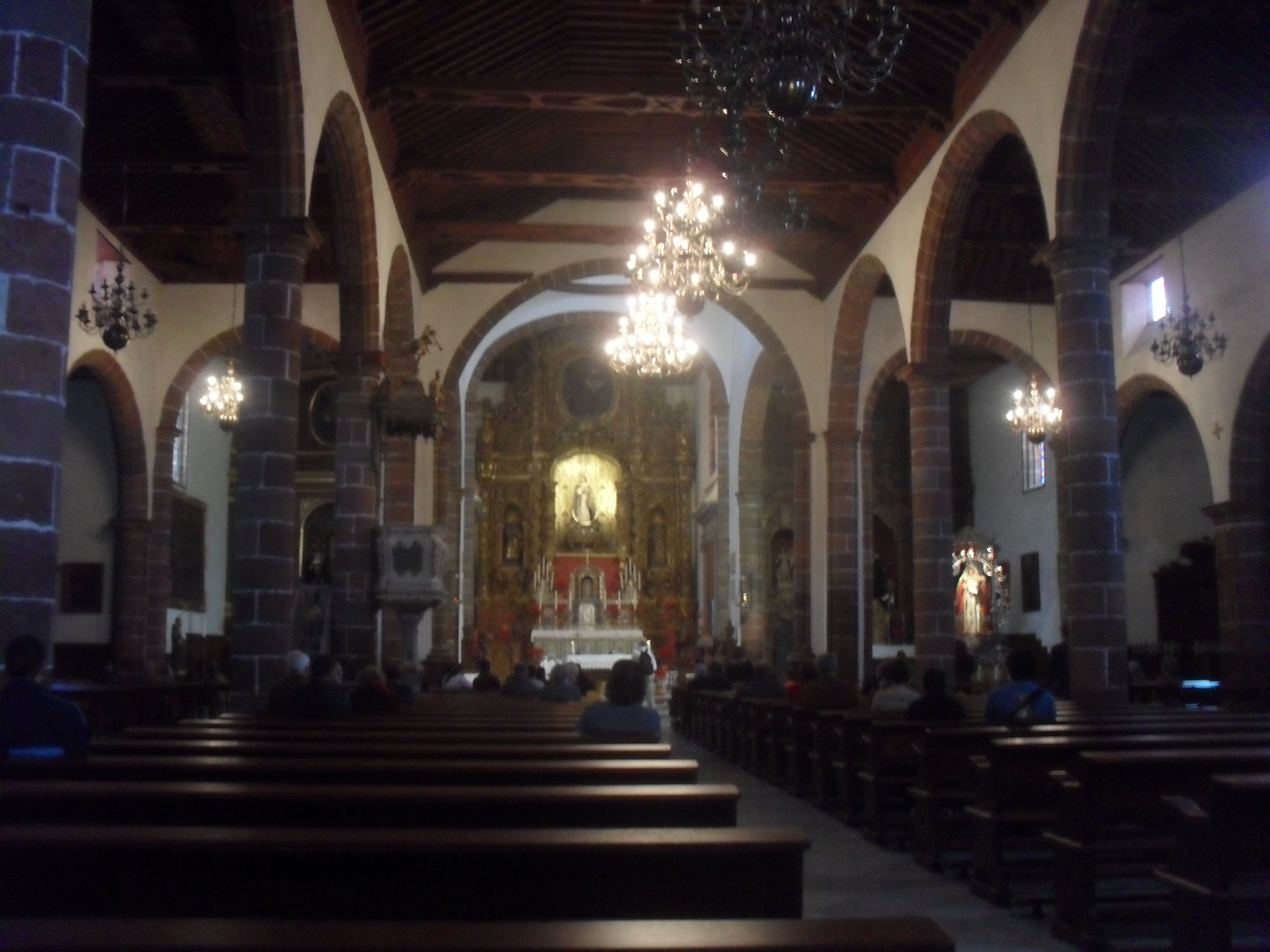
Interior y naves de la Iglesia de la Concepción.
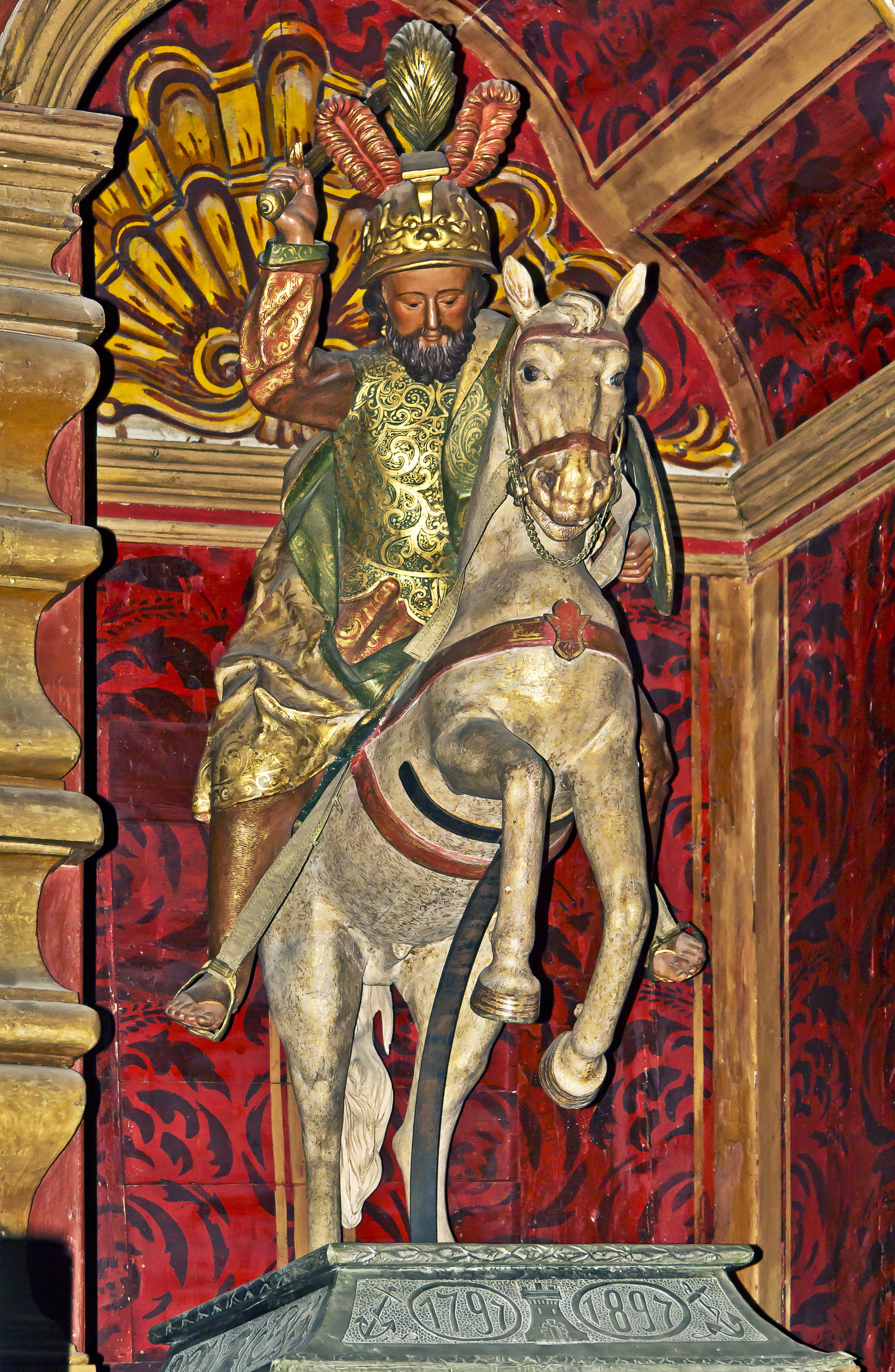
Imagen de Santiago el Mayor, santo patrono de Santa Cruz de Tenerife.
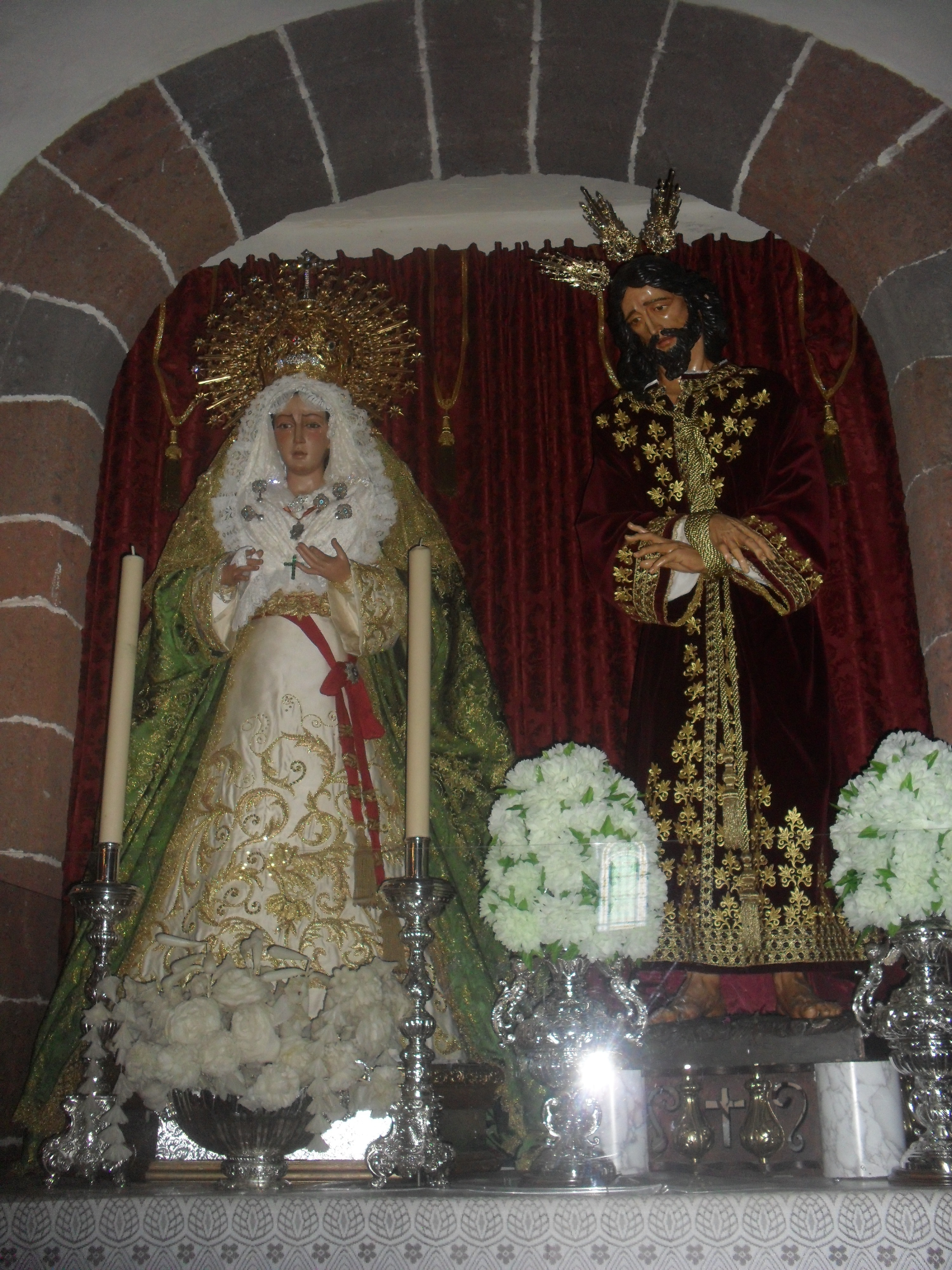
Imágenes de Nuestro Padre Jesús Cautivo y María Santísima de la Esperanza Macarena.
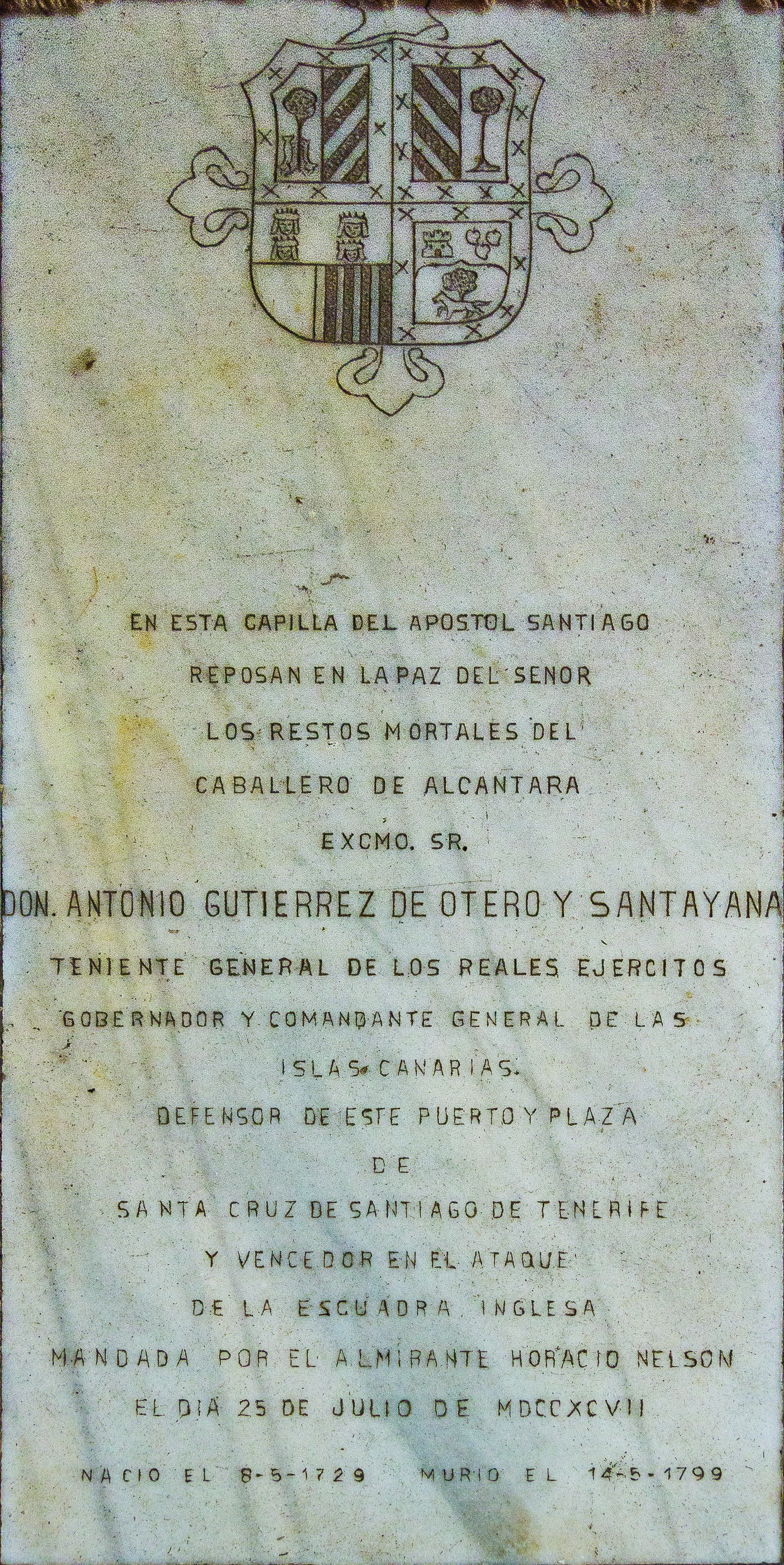
Lápida de Don Antonio Gutiérrez de Otero y Santayana, Gobernador General de las Islas Canarias.
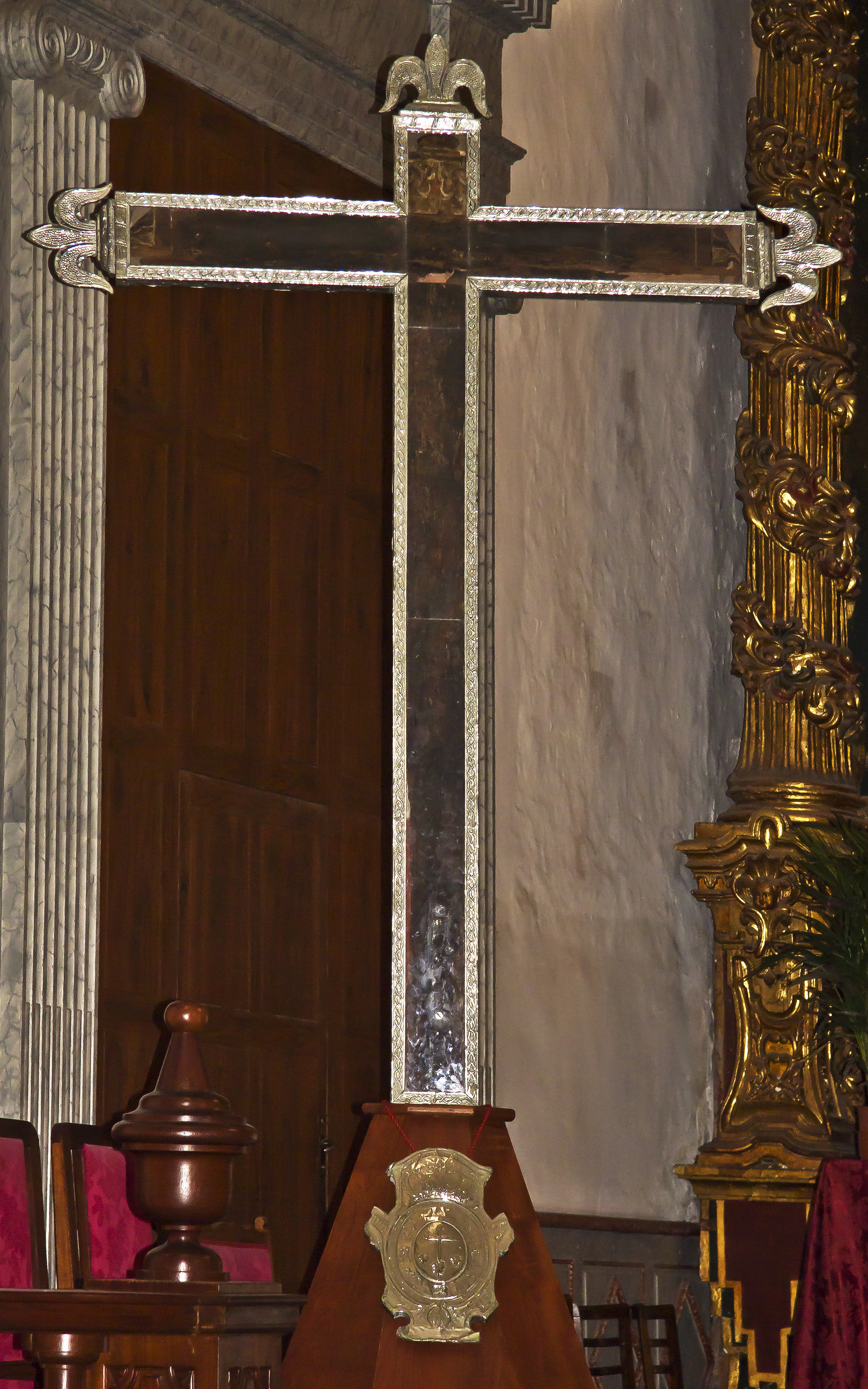
Santa Cruz que portaba Alonso Fernández de Lugo cuando fundó la ciudad en 1494.
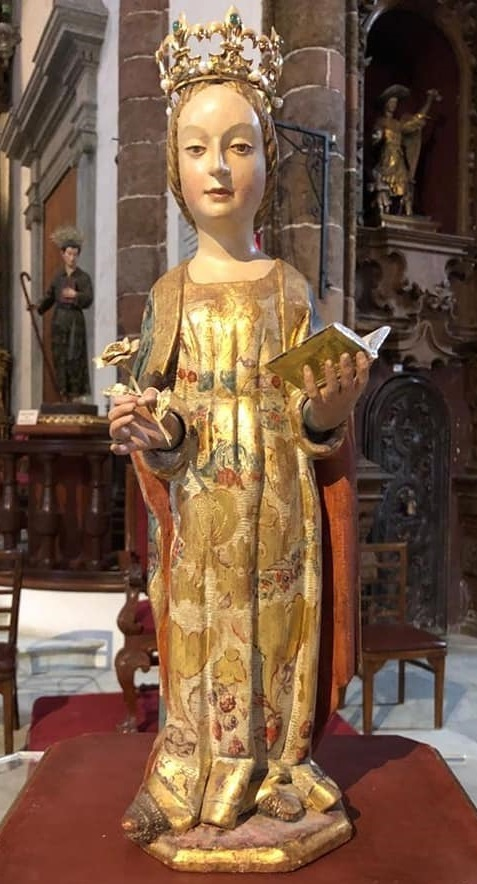
Imagen original de la Virgen de la Consolación, la histórica patrona de Santa Cruz de Tenerife.
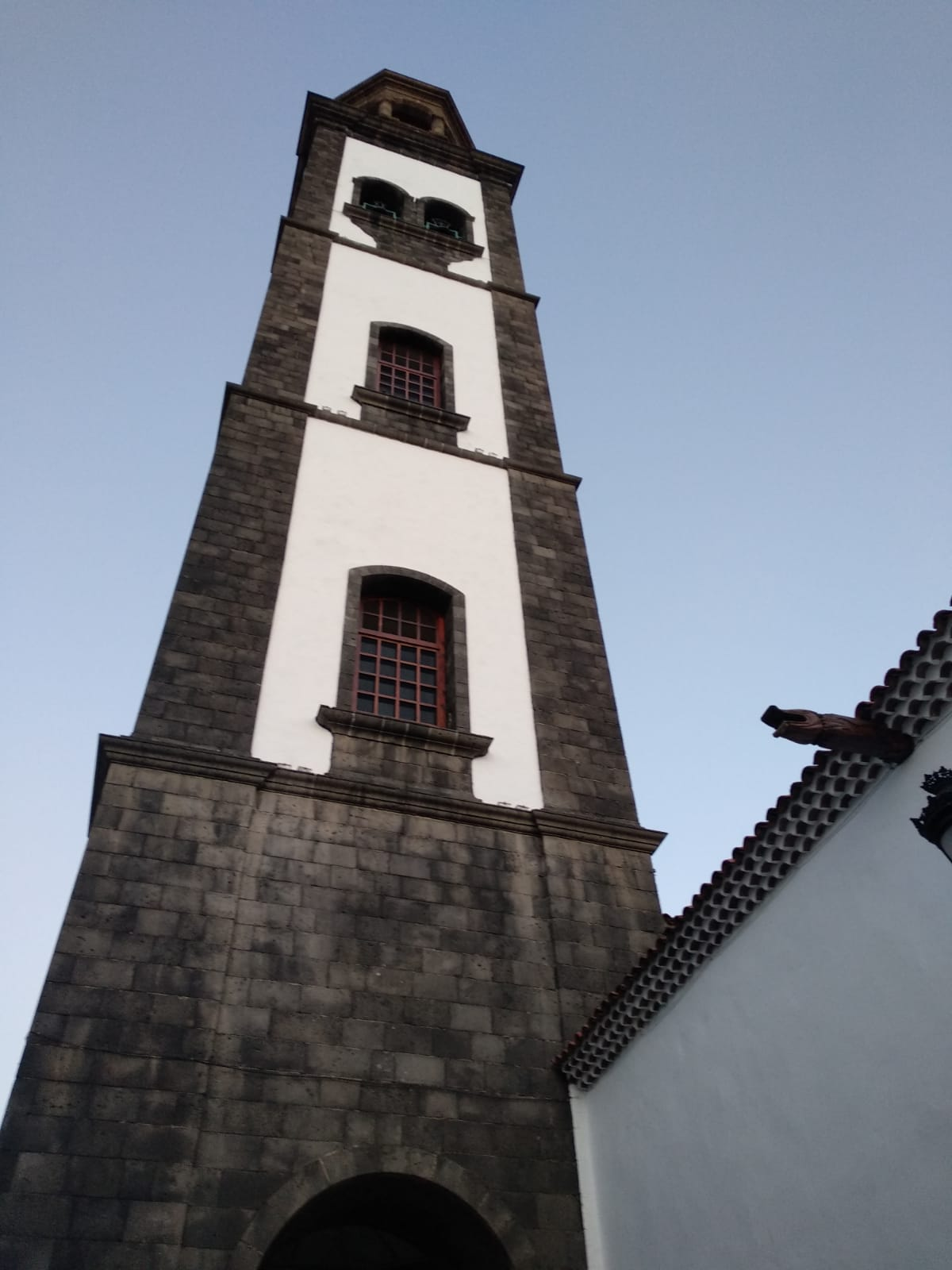
Plano de la torre.
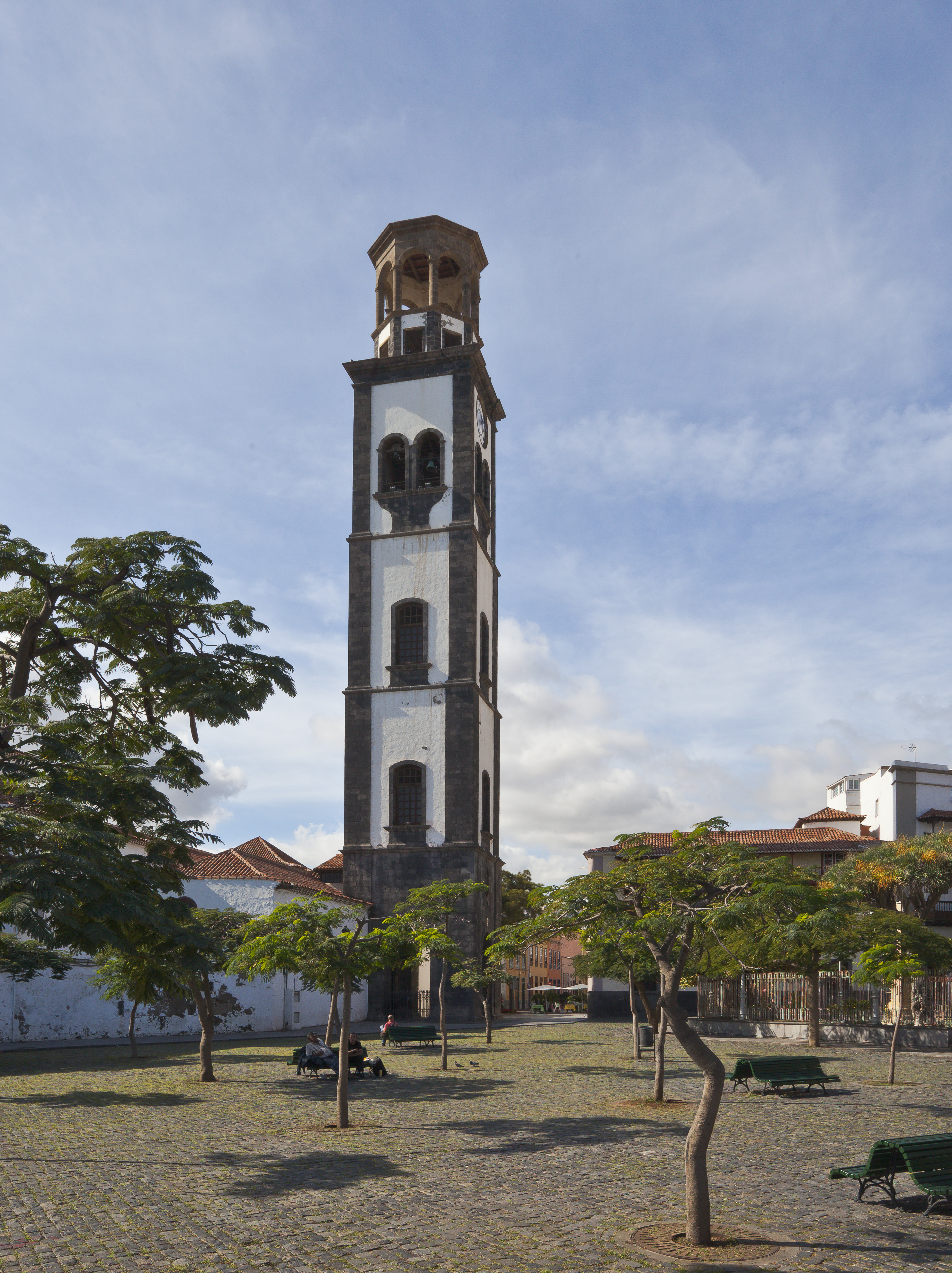
La torre.